# Le Serpent (schip, 1920)
Le Serpent ("de slang") was een Frans sleepschip, dat in 1920 in Le Havre werd gebouwd naar ontwerp van ingenieur Eugène Freyssinet (1879-1962). Het schip kwam in maart 1921 van de band afrollen.

## Geschiedenis

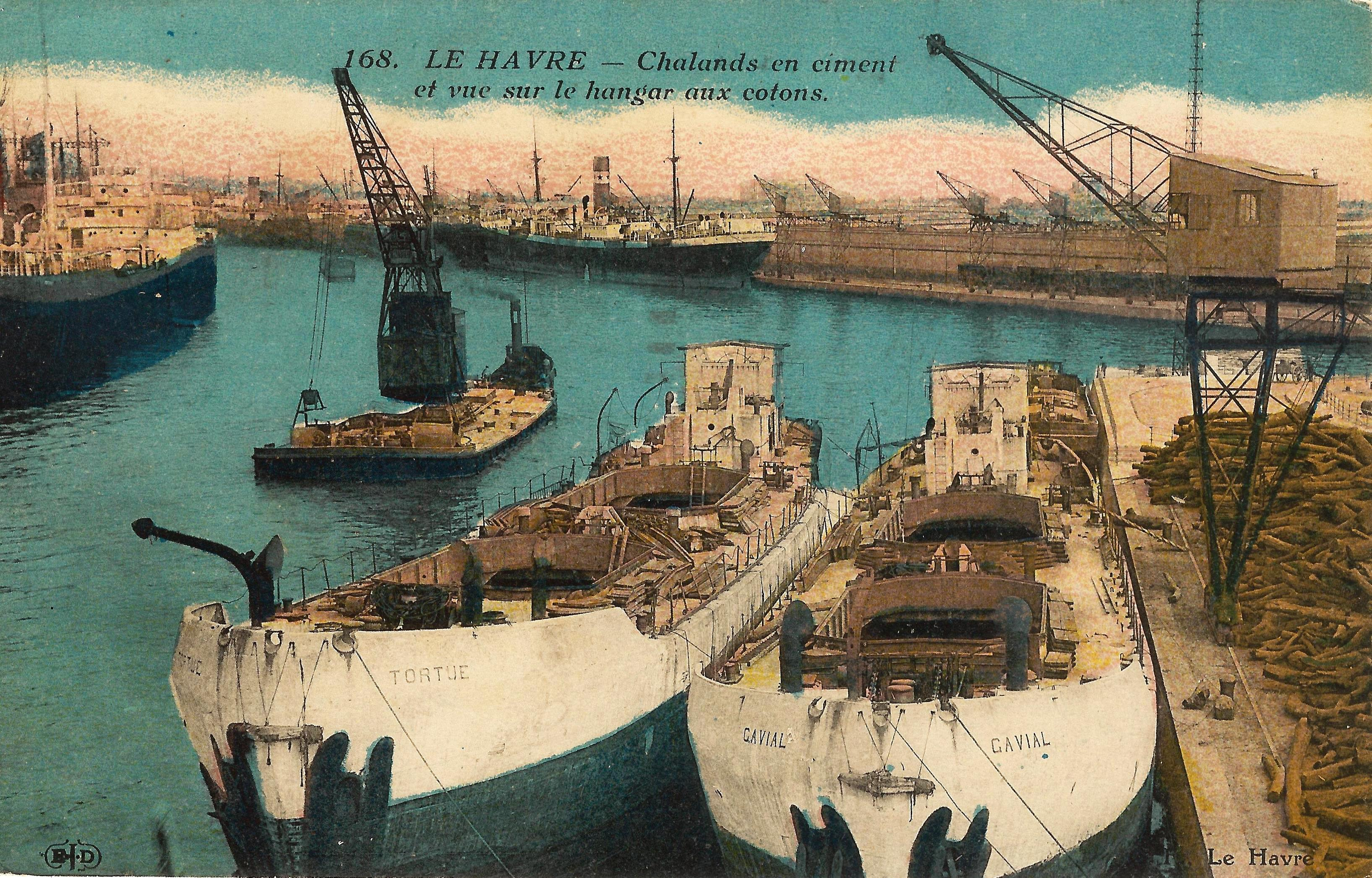
Le Serpent is een van de cement schepen gemaakt in Le Havre. Le Tortue en Le Gavail, hier in de werf wachtend op aflevering in 1920, zijn zusterschepen.

Le Serpent was een schip uit een serie van negentien, die alle naar een reptiel waren vernoemd. Bijzonder aan deze serie was dat de schepen uit gewapend beton werden gebouwd, omdat er een tekort aan staal was na het einde van de Eerste Wereldoorlog. De schepen voeren niet zelfstandig, maar werden getrokken door een sleepboot. De Serpent was 52 meter lang, 10 meter breed en 6 meter hoog. Het schip werd gebruikt voor het vervoer van kolen van  Groot-Brittannië naar Frankrijk. Tijdens de Tweede Wereldoorlog werd Le Serpent met drie zusterschepen geconfisqueerd door de Duitse bezetter. Le Serpent overleefde de oorlog en deed tot 1970 dienst bij een aannemer, waarna het werd afgezonken in de Schelphoek bij Serooskerke.
In 2009 werd een project gestart om Le Serpent te lichten en over te brengen naar het Grevelingenmeer, waar het als duikobject kon worden ingezet. Met hulp van onder meer Rijkswaterstaat en de provincie Zeeland werd het wrak medio 2011 in de Grevelingen afgezonken. 

## Incidenten en dodelijke ongelukken

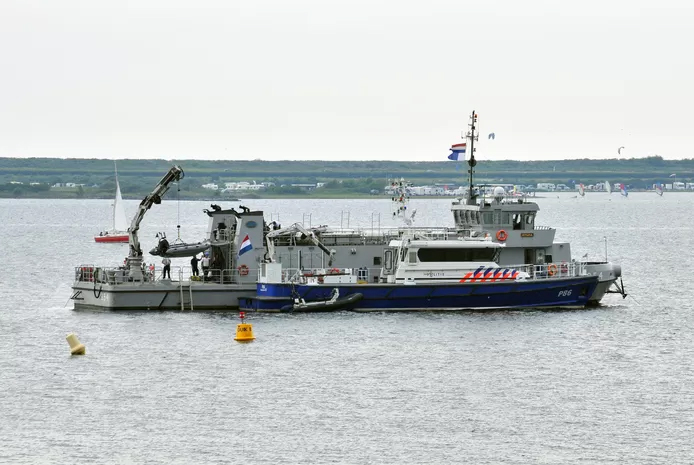
Hulpdiensten op de plek waar de overleden duikers vermist raakten, eind mei 2018

Le Serpent, ofwel de slang, heeft een lange reeks duikincidenten op haar naam, waarvan meerdere dodelijke ongelukken. Bij het afzinken in 2011 gleed het wrak al meteen weg. Hierdoor kwam Le Serpent flink dieper te liggen dan in eerste instantie de bedoeling was. In plaats van 3-10 meter ligt de boot nu op een diepte van 23-30 meter.  Ook kwam er hierdoor een flinke sliblaag om het schip heen te liggen. Daarnaast, veroorzaakte dit een bron van sedimentaanvoer. In December 2011, worden de eerste duikincidenten gemeld. In mei 2012, zorgde de diepte nabij het wrak voor een duikongeval. Een duiker kwam van grote diepte in één keer naar boven en raakte hierbij zwaargewond. In September 2015, zijn er wederom twee duikers bij Le Serpent in ernstige problemen gekomen. In Juni 2016 werd een eerste vermiste duiker in Scharendijke geborgen. Dit bleek aanleiding voor lokale duikers om het het schip als onveilig aan te merken. Het gebrek aan onderhoud bleek een van de oorzaken. In mei 2018 overleden weer twee duikers toen zij in het wrak kwamen vast te zitten. Dit leidde tot een tijdelijk negatief duikadvies en aanpassingen van het wrak door Staatsbosbeheer, eigenaar van het wrak.,  waarbij ruimtes in het voor- en achterschip werden afgesloten om de veiligheid te verbeteren. In september 2019 volgde er niettemin weer twee duikongevallen bij Le Serpent in Scharendijke. Details zijn niet bekendgemaakt.